# Easy A
Easy A är en amerikansk romantisk komedifilm från 2010 med Emma Stone i bärande huvudroll. Den kom ut 25 december 2010 på svenska biografer. Filmen är regisserad av Will Gluck som även ligger bakom filmer som Friends with Benefits (2011) och Fire up (2009). Bert V. Royal står för manus.
Titeln kommer genom inspiration av novellen Den eldröda bokstaven (originaltitel:  The Scarlet Letter) om äktenskapsbrott, där den som begått äktenskapsbrott får bära ett rött A på sina kläder. Filmen handlar mycket om hur hela high school-systemet är uppbyggt – att det finns så många grupperingar som man i filmen vågat skämta om.

## Handling
Filmen handlar om high school-tjejen Olive Penderghast (Emma Stone), som inte riktigt får uppmärksamhet i skolan. Olive blir en helt annan person efter att hon dragit en vit lögn som läckt ut om att hon förlorat sin oskuld. Olive blir ”the bad girl” och plötsligt får hon all uppmärksamhet. Olive driver på sitt slampiga rykte för att öka sin sociala status. Hon klär sig mer slampigt, hon låtsas ligga med killar som vill få det bättre ställt i skolan. På engelskan arbetar de med The Scarlet Letter, en novell om äktenskapsbrott, där den som begått ett äktenskapsbrott får bära ett rött A på sina kläder, och för att driva på sitt rykte ännu mer börjar Olive bära ett rött A. På skolan där Olive går finns den kristna gruppen som drivs av Marianne (Amanda Bynes) som bestämmer att Olive ska bli deras nästa projekt. Den enda personen som ser igenom det tuffa yttre och in i den rätta Olive är Todd (Penn Badgley). Todd är den enda som vet att ryktena inte är sanna. I slutet bestämmer sig Olive för att få alla att veta den riktiga sanningen. Så hon säger till alla på skolan att hon ska göra en sexshow med Todd via webcam, men istället berättar hon hela historien om lögnerna.

## Rollista
| Emma Stone          | – Olive         |
| Penn Badgley        | – Todd          |
| Amanda Bynes        | – Marianne      |
| Dan Byrd            | – Brandon       |
| Thomas Haden Church | – Mr. Griffith  |
| Patricia Clarkson   | – Rosemary      |
| Stanley Tucci       | – Dill          |
| Cam Gigandet        | – Micah         |
| Lisa Kudrow         | – Mrs. Griffith |
| Alyson Michalka     | – Riannon       |